# Ferry Island Park
Ferry Island Park är en park i Kanada.   Den ligger i provinsen British Columbia, i den södra delen av landet, 3 400 km väster om huvudstaden Ottawa. Ferry Island Park ligger 26 meter över havet.
Terrängen runt Ferry Island Park är varierad.Närmaste större samhälle är Chilliwack, 13,8 km väster om Ferry Island Park.
I omgivningarna runt Ferry Island Park växer i huvudsak blandskog. Runt Ferry Island Park är det mycket glesbefolkat, med 4 invånare per kvadratkilometer.